# Jean-Hervé Nicolas
Jean-Hervé Nicolas OP (31. března 1910, Bizerta, Tunisko – 26. července 2001, Toulouse, Francie) byl katolický kněz, dominikán a profesor teologie ve švýcarském Fribourgu. Jde o jednoho z nejvýznamnějších představitelů novotomismu druhé poloviny 20. století.

## Život
Do dominikánského řádu vstoupil v roce 1928, roku 1935 byl vysvěcen na kněze, byl pověřen výukou teologie na studiu dominikánské provincie Toulouse (sedm let). Následně více než 25 let vyučoval dogmatickou teologii na Univerzitě Fribourg (1955/56 – 1979/80). Poté vyučoval dogmatickou teologii na studiu trapistického kláštera v Sept Fons.

## Hlavní díla
- Seznam děl v Souborném katalogu ČR, jejichž autorem nebo tématem je Jean-Hervé Nicolas
- Dieu connu comme inconnu, Paris, Desclée - De Brouwer 1966
- Les profondeurs de la grâce, Paris, Beauchesne 1969.
- Contemplation et vie contemplative en christianisme, Fribourg - Paris, Éditions Universitaires Fribourg - Beauchesne 1980. ISBN 2-8271-0177-7 a ISBN 2-7010-1001-2.
- Synthèse dogmatique. De la Trinité à la Trinité, Fribourg - Paris, Éditions Universitaires Fribourg - Beauchesne 1985. ISBN 2-8271-0293-5 a ISBN 2-7010-1109-4.
  - (česky) Syntéza dogmatické teologie I, Bůh v Trojici, Praha 2003, ISBN 80-85929-58-9.
  - (česky) Syntéza dogmatické teologie II, Vtělení Slova, Praha 2007, ISBN 978-80-85929-95-9.
  - (česky) Syntéza dogmatické teologie III, Církev a svátosti, Praha 2019, ISBN 978-80-7575-065-5.
- Synthèse dogmatique. Complément. De l´Univers à la Trinité, Fribourg - Paris, Éditions Universitaires Fribourg - Beauchesne 1993. ISBN 2-8271-0640-X a ISBN 2-7010-1279-1.